# Eparchie Santa María del Patrocinio en Buenos Aires
Die Eparchie Santa María del Patrocinio en Buenos Aires (lat. Eparchia Sanctae Mariae a Patrocinio Bonaërensis Ucrainorum) ist eine mit Rom unierte Eparchie der Ukrainischen Griechisch-Katholischen Kirche in Argentinien mit Sitz in Buenos Aires.

## Geschichte
Die ersten Einwanderer aus der Ukraine kamen 1880 nach Argentinien; sie waren Mitglieder der Ukrainischen Griechisch-Katholischen Kirche und gründeten 1897 in Buenos Aires eine Missionsstation. Im Jahr 1908 kamen die ersten Ordenspriester des byzantinischen Ritus nach Argentinien; mehrheitlich waren es Angehörige der Basilianer des hl. Josaphat.

### Entstehung der Gemeinden
Zwischen 1924 und 1945 flüchteten viele Angehörige der Ukrainischen Griechisch-Katholischen Kirche aus der Ukraine nach Argentinien und siedelten sich in den Provinzen Mendoza, Chaco, Formosa, Corrientes, Córdoba, Santa Fe und der argentinischen Hauptstadt an. Seit 1936 arbeiten die Ordens- und Diözesanpriester erfolgreich zusammen und betreuen die ukrainischen Gläubigen.
Papst Pius XI. ernannte den Bischof der Ukrainisch Griechisch-Katholischen Kirche Constantine Bohachevsky von Philadelphia (USA) zum Apostolischen Visitator für Argentinien. 1961 ernannte Papst Johannes XXIII. den Salesianerpater Andrés Sapelak, nachdem er in Rom die Bischofsweihe empfangen hatte, zum neuen Apostolischen Visitator für Argentinien.

### Gründung der Eparchie
Papst Paul VI. gründete schließlich am 9. April 1968 das Apostolische Exarchat Argentinien für alle in Argentinien lebenden Katholiken der Ukrainischen Griechisch-Katholischen Kirche. Zum ersten Apostolischen Exarchen ernannte er Andrés Sapelak. Mit der Apostolischen Konstitution Cum praeterito wurde das Exarchat am 24. April 1978 zur Eparchie erhoben und erhielt den heutigen Namen. Auf dem Gebiet der Eparchie arbeiten, in verschiedenen Einrichtungen und Institutionen, die Salesianer, die Franziskaner, die Basilianer, die Dienerinnen der Unbefleckten Jungfrau Maria und die Katecheten des heiligsten Herzens Jesu.

## Ordinarien

### Apostolischer Exarch von Argentinien
- Andrés Sapelak SDB (9. Februar 1968–24. April 1978)

### Bischöfe von Santa María del Patrocinio en Buenos Aires
- Andrés Sapelak SDB (24. April 1978–12. Dezember 1997)
- Miguel Mykycej FDP (24. April 1999–10. April 2010)
  - Swjatoslaw Schewtschuk (10. August 2010–23. März 2011 als Apostolischer Administrator)
  - Daniel Kozelinski Netto (22. Juni 2011–8. Oktober 2016 als Apostolischer Administrator)
- Daniel Kozelinski Netto (seit 8. Oktober 2016)